# Elvis & Madona
Elvis & Madona é um filme brasileiro de 2010, dirigido por Marcelo Laffitte, que conta a história de um casal formado por uma lésbica e uma travesti, interpretados por Simone Spoladore e Igor Cotrim. Conta com a participação de atores como Buza Ferraz, Maitê Proença, José Wilker e outros.
Seu lançamento oficial ocorreu no dia 23 de Setembro de 2011.

## Sinopse
Elvis (Simone Spoladore) sonha em ser fotógrafa, mas a necessidade de sustento faz com que aceite o emprego de entregadora de pizza. Madona (Igor Cotrim) é uma travesti que trabalha como cabeleireira. Ela sonha em produzir um show de teatro de revista. Logo após conhecer Elvis, que é lésbica, elas se tornam grandes amigas. Mas, pouco a pouco, desperta nelas um sentimento mais forte que a mera amizade.

## Elenco
| Ator               | Personagem   |
| ------------------ | ------------ |
| Simone Spoladore   | Elvis        |
| Igor Cotrim        | Madona       |
| Sérgio Bezerra     | João Tripé   |
| Maitê Proença      | Soraya       |
| Buza Ferraz        | Heitor       |
| José Wilker        | Pachecão     |
| Romeu Evaristo     | Vasco        |
| Duse Nacarati      | Jura         |
| Catarina Abdala    | Shirley      |
| Wendell Bendelack  | Bill         |
| Arthur Brandão     | Baianinho    |
| Fabianna Brazil    | Xana         |
| Alexandre da Costa | Dr. Sócrates |
| Jayme del Cueto    | Lélio        |

## Prêmios
- Melhor Roteiro no Festival do Rio.
- Melhor Filme, Roteiro (Laffitte), Direção, Ator (Igor Cotrim), Ator Coadjunte (Sergio Bezerra) e Música (Victor Biglione) do Festival de Natal
- Melhor Filme (Júri Popular) do 12º Festival de Cinema Brasileiro em Paris
- Melhor Filme no Festival de Cinema Gay e Lésbica de Oslo
- Melhor Atriz (Simone Spoladore) - por Associação Paulista de Críticos de Arte

## Ficha Técnica
- Direção: Marcelo Laffitte
- Elenco: Simone Spoladore, Igor Cotrim, Sergio Bezerra, Maitê Proença, Buza Ferraz, José Wilker, Wendell Bendelack, Joana Seibel, Aramis Trindade, Pia Manfroni
- Produção: Tuinho Schwartz, Marcelo Laffitte
- Roteiro: Marcelo Laffitte, José Carvalho
- Fotografia: Ulrich Burtin
- Trilha Sonora: Victor Biglione
- Duração: 105 min.
- Ano: 2009
- País: Brasil
- Gênero: Comédia
- Cor: Colorido
- Distribuidora: Pipa Filmes
- Estúdio: Laffilmes
- Classificação: 14 anos

## Curiosidade
- Este filme foi realizado com recursos do Concurso de Baixo Orçamento do Ministério da Cultura 2006.[3]